# Ina Boyle
Pour les articles homonymes, voir Boyle.
Ina Boyle, née le 8 mars 1889 à Bushey Park, près d'Enniskerry et morte le 10 mars 1967 à Greystones, est une compositrice irlandaise. 

## Biographie
Elle a suivi des leçons de violon et de violoncelle dans son enfance. Plus tard, elle apprend le contrepoint, l’harmonie et la composition avec les docteurs Kitson et Hewson à Dublin et par correspondance avec son cousin Charles Wood. Ina Boyle a voyagé périodiquement à Londres pour étudier avec Ralph Vaughan Williams. Elle a également suivi les cours de Percy Buck.
À cause de l’isolement d’Ina Boyle, sa musique était rarement jouée. Elle a néanmoins composé jusqu’à sa mort. Sa composition The Magic Harp (1919) a reçu un Prix Carnegie. En 1948, Lament for Bion reçoit une mention honorable.
Ina Boyle a écrit des ballets, un quatuor à cordes, un opéra (Maudlin of Paplewick), trois ballets, des mélodies, des symphonies et des œuvres pour chœur et orchestre.
Elle meurt d’un cancer en 1967. Ses archives sont conservées à la bibliothèque du Trinity College, à Dublin.

## Œuvres principales

### Opéra
- Maudlin of Paplewick (d'après The Sad Shepherd de Ben Jonson), opéra pastoral (1966)

### Musique chorale
- The Transfiguration pour ténor, chœur mixe et orgue (1922)
- Gaelic Hymns (d'après les Carmina gadelica, traduits par Alexander Carmichael) (1924)
- Christ is a Path (Giles et Phineas Fletcher), cantate de chambre (1925)
- A Spanish Pastoral (Sainte Thérèse, traduite par Arthur Symons) pour soprano et chœur d'hommes (1931)

### Orchestre
- Elegy (1913) pour violoncelle et orchestre
- The Magic Harp, rhapsodie (1919)
- Colin Clout, pastorale (1921)
- Symphonie no 1 « Glencree » (1927)
- Phantasy pour violon et orchestre de chambre (1926)
- Psalm pour violoncelle et orchestre (1927)
- Symphonie no 2 « The Dream of the Rood » (1930)
- Overture (1934)
- Concerto pour violon (1935)
- Wild Geese, pour petit orchestre (1942)

### Voix et orchestre
- Soldiers at Peace (Herbert Asquith) pour chœur et orchestra (1916)
- Still Falls the Rain (Edith Sitwell) pour alto et orchestre à cordes (1948)
- Symphonie no 3 « From the Darkness » (Edith Sitwell) pour contralto et orchestre (1951)
- No Coward Soul is Mine (Emily Brontë) pour alto et orchestre à cordes (1953)

### Chansons
(pour voix et piano, si ce n'est pas mentionné)
- The Joy of Earth (George William Russell) (1914)
- Have You News of My Boy Jack? (Rudyard Kipling) (1916)
- A Song of Shadows, a Song of Enchantment (Walter de la Mare) (1922)
- If You Let Sorrow in on You (Winifred Mary Letts) (1922)
- Sleep Song (anonyme, traduit par Patrick Pearse) (1923)
- A Mountain Woman (1927)
- Five Sacred Folksongs of Sicily (Grace Warrack) (1930)
- Thinke then my Soul (John Donne) pour ténor et quatuor à cordes (1938)
- Three Songs by Ben Jonson pour voix, violon et violoncelle (1955)
- Three Ancient Irish Poems (traduit par Kuno Meyer) pour soprano, alto et harpe (1958)
- Songs from Peacock Pie (Walter de la Mare): Song of the Mad Prince, The Pigs and the Charcoal-Burner, Moon, Reeds, Rushes, Looking Back (1956)

### Ballets
- Virgilian Suite (1931)
- The Dance of Death (1936)
- The Vision of Er (1939)

### Musique de chambre
- Quatuor à cordes en mi mineur (1934)

## Discographie
- Orchestral works: Overture; Violin Concerto; Symphony No. 1 Glencree; Wildgeese; Psalm; A Sea Poem; Colin Clout, performed by BBC Concert Orchestra, Benjamin Baker (violon), Nadège Rochat (violoncelle), Ronald Corp (dir.) : Dutton Epoch CDLX 7352 (CD, 2018)